# Centre hospitalier (France)
Pour les articles homonymes, voir Centre hospitalier.
En France, un centre hospitalier (CH) est un établissement public de santé. On les classe en centres hospitaliers régionaux, généraux, universitaires...
La taille et l'activité de ces établissements sont très variables. La France en comptait 530 en 1995. Ils sont dotés d'un service des urgences. Ils présentent des enjeux particuliers de sécurité sanitaire (pour la gestion du risque nosocomial notamment), ce sont des lieux importants de formation et pour la recherche médicale, et ils jouent un rôle particulier dans divers plans nationaux, en cas d'accident nucléaire ou de pandémie grippale par exemple. Ce sont aussi des sources majeures de données médicales, essentielles à la recherche et à la programmation et à l'évaluation du secteur de la santé publique, ces données restent cependant encore (dans les années 2010), dont pour des raisons déontologiques difficiles d'accès, ce qui pourrait peut-être changer avec l'informatisation du secteur médical (du dossier médical des patients notamment).
Depuis la crise de 2007 une grande partie des hôpitaux publics français sont en déficit et si leur dette se réduit depuis 2015, c'est au détriment de l'investissement,.

## Législation
La loi définit les centres hospitaliers par défaut : « Les établissements publics de santé qui ne figurent ni sur la liste des centres hospitaliers régionaux, ni sur les listes d’hôpitaux locaux sont des centres hospitaliers » selon l’article R. 6141-16 du Code de la santé publique.

## Statistiques (2018)
Selon les données disponibles en 2018 : fin 2016, le secteur hospitalier français comprenait 3 065 structures ayant des capacités d’accueil hospitalier à temps complet (lits) ou à temps partiel (ans nuitées). Parmi les 1 376 entités géographiques du secteur public médical coexistaient 4 sortes d'entités hospitalières :
- 32 centres hospitaliers régionaux (CHR) : ils offrent les soins les plus spécialisés à une population principalement régionale et des soins courants à la population proche[7] ;
- 955 centres hospitaliers (CH) généraux (dont ex-hôpitaux locaux) : ils accueillent plutôt les courts séjours (médecine, chirurgie, obstétrique et odontologie [MCO]) et offrent des soins destinés aux personnes âgées ;
- 97 centres hospitaliers spécialisés en psychiatrie ;
- 146 autres établissements publics, qui sont essentiellement des unités de soins de longue durée (USLD).

## Grand Est

### Ardennes
- Charleville-Mézières
- Sedan
- Vouziers

### Aube
- Brienne-le-Château
- Romilly-sur-Seine
- Troyes

### Marne
- Châlons-en-Champagne
- Épernay
- Reims
- Sainte-Menehould
- Sézanne
- Vitry-le-François

### Haute-Marne
- centre hospitalier de Chaumont
- centre hospitalier de Langres(médecine, obstétrique)
- centre hospitalier de Saint-Dizier (médecine, chirurgie, obstétrique)
- centre hospitalier de la Haute-Marne (psychiatrie, SSR, soins de longue durée, médico-social)

### Meurthe-et-Moselle
- Lunéville
- Adolphe Pinard à Nancy
- Pont-à-Mousson
- Saint-François à Saint-Nicolas-de-Port
- Toul

### Meuse
- Bar-le-Duc
- Fains-Véel
- Centre hospitalier intercommunal de Verdun - Saint-Mihiel
- Commercy

### Moselle
- Boulay-Moselle
- Sainte-Barbe à Forbach
- Jury
- Lorquin
- Metz
- Saint-Avold
- Sarrebourg
- Sarreguemines

### Bas-Rhin
- Erstein
- Haguenau
- Saverne
- Sélestat
- Wissembourg

### Haut-Rhin
- Saint-Morand à Altkirch
- Cernay
- Guebwiller
- Mulhouse
- Pfastatt
- Rouffach
- Saint-Jacques à Thann
- Sausheim

### Vosges
- Centre hospitalier Émile-Durkheim à Épinal
- Gérardmer
- Ravenel à Mirecourt
- Neufchâteau
- Centre hospitalier de Remiremont
- Saint-Dié-des-Vosges
- Vittel

## Nouvelle-Aquitaine

### Charente
- Barbezieux-Saint-Hilaire
- Centre hospitalier d'Angoulême
- Cognac
- Confolens
- La Couronne
- Ruffec

### Charente-Maritime
- Jonzac
- Centre hospitalier de La Rochelle
- Centre hospitalier de Rochefort
- Saint-Jean-d'Angély
- Centre hospitalier de Royan à Vaux-sur-Mer
- Centre hospitalier de Saintonge à Saintes
- Boscamnant

### Corrèze
- Centre hospitalier de Bort-les-Orgues, direction commune avec le centre hospitalier d'Ussel
- Centre hospitalier de Brive
- Centre hospitalier Jean-Marie Dauzier à Cornil
- Centre hospitalier du Pays d'Eygurande, prises en charge spécifiques (alcoologie, soins intensifs et sécurisés, etc. et missions intersectorielles (unités pour malades difficiles, UMD), à Monestier-Merlines
- Centre hospitalier Cœur de Corrèze à Tulle
- Centre hospitalier de Haute-Corrèze à Ussel
- Centre hospitalier gériatrique Alexis Boyer à Uzerche

### Creuse
- Aubusson
- Auzances
- Bernard Desplas à Bourganeuf
- Évaux-les-Bains
- Guéret
- Docteur Eugène Jamot à La Souterraine
- Saint-Vaury

### Dordogne
- Centre hospitalier de Lanmary[8],[9] à Antonne-et-Trigonant, direction commune avec le centre hospitalier de Périgueux
- Centre hospitalier Samuel Pozzi[10],[11] à Bergerac
- Centre hospitalier de Domme[12], direction commune avec le centre hospitalier de Périgueux
- Centre hospitalier Vauclaire[13],[14] à Montpon-Ménestérol, centre hospitalier spécialisé
- Centre hospitalier de Périgueux[15],[16]
- Centre hospitalier intercommunal Ribérac Dronne Double[17],[18], fusion des centres hospitaliers de Ribérac, Saint-Aulaye et Saint-Privat-des-Prés
- Centre hospitalier Jean Leclaire[19],[20] à Sarlat-la-Canéda, direction commune avec le centre hospitalier de Périgueux

### Gironde
- Centre hospitalier d'Arcachon[21],[22], situé à La Teste-de-Buch, regroupé sur un même site avec la clinique d'Arcachon pour former le pôle de santé d'Arcachon
- Centre hospitalier de Bazas[23]
- Centre hospitalier de la Haute Gironde[24],[25] à Blaye
- Centre hospitalier Charles Perrens à Bordeaux[26],[27], centre hospitalier spécialisé
- Centre hospitalier de Cadillac[28],[29], centre hospitalier spécialisé
- Centre hospitalier Sud Gironde[30], fusion des centres hospitaliers de Langon et La Réole
- Centre hospitalier Robert Boulin[31],[32] à Libourne
- Centre hospitalier de Sainte-Foy-la-Grande[33]

### Landes
- Centre hospitalier de Dax-Côte d'Argent[34],[35]
- Centre hospitalier de Mont-de-Marsan[36],[37]
- Centre hospitalier de Saint-Sever[38],[39]

### Lot-et-Garonne
- Centre hospitalier d'Agen-Nérac[40],[41], fusion des centres hospitaliers d'Agen et de Nérac
- Centre hospitalier La Candélie à Agen[42],[43], centre hospitalier spécialisé
- Centre hospitalier intercommunal de Marmande-Tonneins[44],[45], fusion des centres hospitaliers de Marmande et Tonneins
- Centre hospitalier de Villeneuve-sur-Lot[46],[47]

### Pyrénées-Atlantiques
- Centre hospitalier de la Côte Basque[48],[49], fusion des centres hospitaliers de Bayonne et Saint-Jean-de-Luz
- Centre hospitalier d'Oloron-Sainte-Marie[50]
- Centre hospitalier d'Orthez[51],[52]
- Centre hospitalier de Pau[53],[54]

### Deux-Sèvres
- Bressuire
- Centre hospitalier de Niort[55]
- Parthenay
- Thouars

### Vienne
- Camille Guérin à Châtellerault
- Théophraste Renaudot à Loudun
- Montmorillon
- Henri Laborit à Nieuil-l'Espoir
- Poitiers

### Haute-Vienne
- Saint-Junien
- Saint-Yrieix-la-Perche

## Auvergne-Rhône-Alpes

### Ain
- Docteur Récamier à Belley
- Bourg-en-Bresse
- Hauteville-Lompnes
- Oyonnax
- Pont de Vaux
- Trévoux
- Ain - Val de Saône Pont-de-Veyle

### Allier
- Ainay-le-Château : Centre hospitalier spécialisé interdépartemental - 600 places.
- Bourbon-l'Archambault : Centre hospitalier - 277 places.
- Montluçon : Centre hospitalier de Montluçon - 1346 places.
- Moulins-Yzeure : Centre hospitalier - 1118 places.
- Néris-les-Bains : Centre hospitalier - 155 places.
- Tronget : Hôpital Cœur du Bourbonnais, sur trois sites : Saint-Pourçain-sur-Sioule, Rocles et Tronget - 485 places.
- Vichy : Centre hospitalier Jacques Lacarin - 829 places.

### Ardèche
- Annonay
- Aubenas
- Sante-Marie à Privas
- Saint-Agrève
- Tournon-sur-Rhône
- Paul Ribeyre à Vals-les-Bains

### Cantal
- Aurillac : Centre hospitalier Henri Mondor - 921 places.
- Chaudes-Aigues : Centre hospitalier Pierre Raynal - 62 places.
- Condat-en-Feniers : Centre hospitalier - 134 places.
- Mauriac : Centre hospitalier - 281 places.
- Murat : Centre hospitalier - 256 places.
- Saint-Flour : Centre hospitalier - 344 places.

### Drôme
- Crest
- Die
- Montéléger
- Montélimar
- Romans-sur-Isère
- Valence

### Isère
- Centre hospitalier Pierre Oudot (CHPO) à Bourgoin-Jallieu
- Pierre Bazin à Coublevie-Voiron
- Centre hospitalier universitaire Grenoble-Alpes à Grenoble
- Hôpital de La Mure
- Centre Hospitalier de Pont-de-Beauvoisin
- Centre hospitalier Alpes-Isère (CHAI) à Saint-Égrève
- Centre hospitalier de Saint-Laurent-du-Pont
- Hôpital de Saint-Marcellin
- Hôpital Michel Perret à Tullins
- Centre hospitalier Lucien-Hussel de Vienne

### Loire
- Feurs
- Firminy
- Georges Claudinon au Chambon-Feugerolles
- Mably
- Montbrison
- Roanne
- Saint-Chamond
- Saint-Étienne
- Saint-Just-Saint-Rambert

### Haute-Loire
- Brioude : Centre hospitalier - 220 places.
- Craponne-sur-Arzon : Hôpital de proximité - 153 places.
- Langeac : Centre hospitalier Pierre Gallice - 316 places.
- Puy-en-Velay : Centre hospitalier Émile Roux - 537 places.
- Yssingeaux : Centre hospitalier - 250 places.

### Puy-de-Dôme
- Ambert : Centre hospitalier - 307 places.
- Billom : Centre hospitalier - 389 places.
- Enval : Centre hospitalier Étienne Clémentel - 168 places.
- Issoire : Centre hospitalier Paul Ardier - 286 places.
- Mont-Dore : Centre hospitalier - 201 places.
- Riom : Centre hospitalier Guy Thomas - 147 places.
- Thiers : Centre hospitalier - 428 places.

### Rhône
- Le Médipôle Lyon-Villeurbanne, le plus grand centre hospitalier privé de France.
- Albigny-sur-Saône
- Bron
- Givors
- Saint-Joseph et Saint-Luc à Lyon
- Pierre-Bénite
- Saint-Cyr-au-Mont-d'Or
- Sainte-Foy-lès-Lyon
- Tarare
- Villefranche-sur-Saône

### Savoie
- Albertville
- Aix-les-Bains
- Bassens
- Bourg-Saint-Maurice
- Chambéry
- Moûtiers
- Saint-Jean-de-Maurienne

### Haute-Savoie
- Ambilly
- Annecy
- Chamonix-Mont-Blanc
- Sallanches
- Saint-Julien-en-Genevois
- Thonon-les-Bains

## Bourgogne-Franche-Comté

### Côte-d'Or
- Auxonne
- Philippe le Bon à Beaune
- Centre hospitalier universitaire Dijon-Bourgogne
- Montbard
- du Morvan à Saulieu
- Robert Morlevat à Semur-en-Auxois

### Nièvre
- Clamecy
- Cosne-Cours-sur-Loire
- Decize
- Henri Dunant à La Charité-sur-Loire
- Nevers

### Saône-et-Loire
- Autun
- Bourbon-Lancy
- William Morey à Chalon-sur-Saône
- Charolles
- Le Rompoix à La Guiche
- Mâcon
- Montceau-les-Mines
- Paray-le-Monial

### Yonne
- Auxerre
- Avallon
- Joigny
- Gaston Ramon à Sens
- Tonnerre
- Villeneuve-sur-Yonne

### Doubs
- Centre hospitalier régional universitaire de Besançon
- Pontarlier

### Haute-Saône

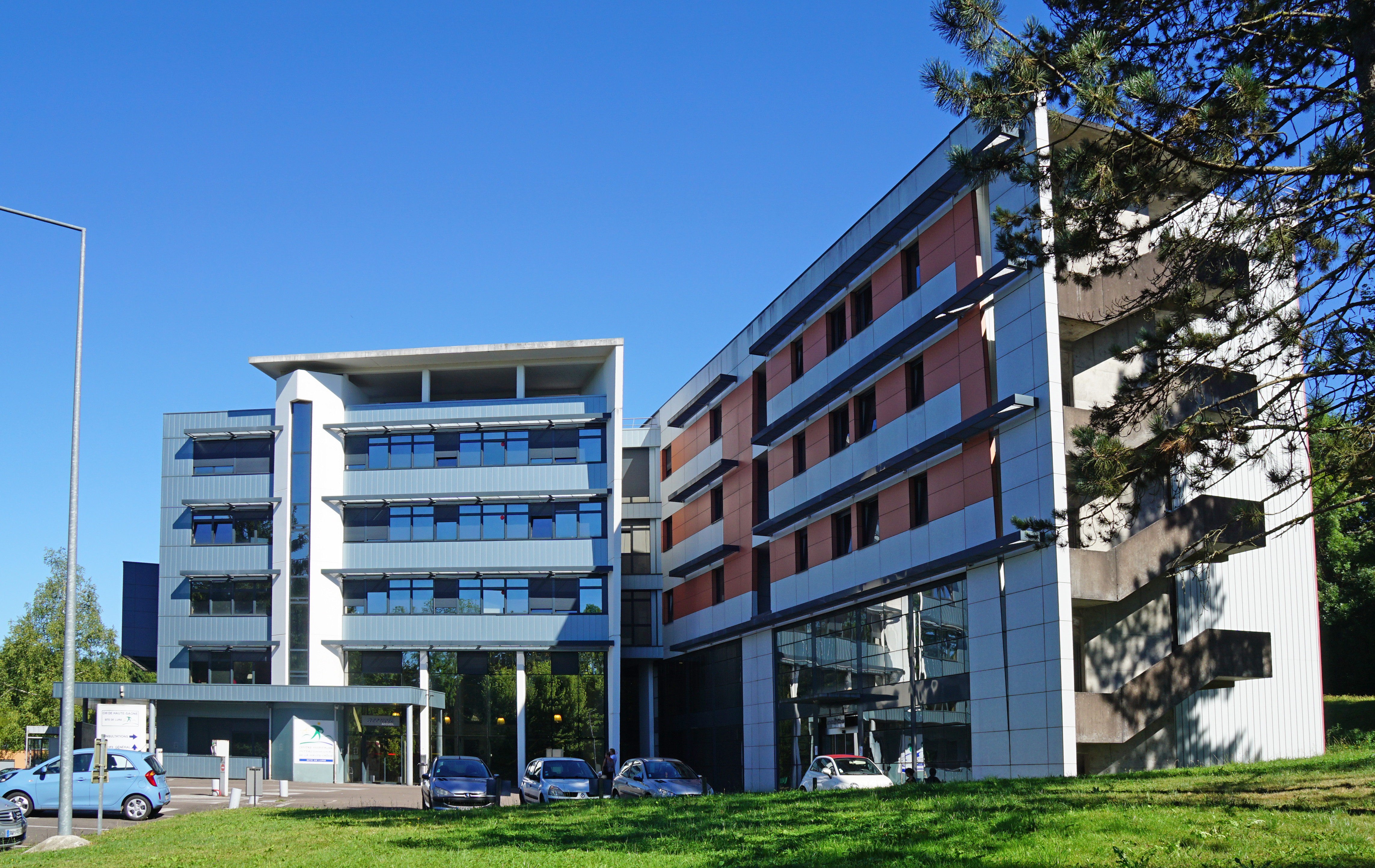
Groupe hospitalier de la Haute-Saône, site de Lure.

- Groupe hospitalier de la Haute-Saône
  - Centre hospitalier de Vesoul
  - Centre hospitalier de Gray
  - Site de Lure
  - Site de Luxeuil-les-Bains
- Centre hospitalier spécialisé de Saint-Remy

### Jura
- Champagnole
- Dole
- Lons-le-Saunier
- Morez
- Saint-Claude
- Salins-les-Bains

### Territoire de Belfort
- Hôpital Nord Franche-Comté

## Bretagne

### Côtes-d'Armor
- Centre hospitalier spécialisé de Bégard
- Dinan
  - Centre hospitalier René-Pleven à Dinan
  - Centre hospitalier Saint-Jean-de-Dieu à Dinan
- Centre hospitalier de Guingamp
- Centre hospitalier Pierre Le Damany à Lannion
- Centre hospitalier du Centre-Bretagne à Loudéac et Plémet
- Centre hospitalier de Paimpol
- Centre hospitalier de Plouguernével à Plouguernével
- Centre hospitalier Yves Le Foll à Saint-Brieuc
- Centre hospitalier de Tréguier

### Finistère
- Quimper
  - Étienne Gourmelen à Quimper
  - Cornouaille Quimper-Concarneau
- Carhaix-Plouguer
- Douarnenez
- Ferdinand Grall à Landerneau
- Morlaix
- Pont-l'Abbé
- Quimperlé

### Ille-et-Vilaine
- Fougères
- Redon
- Centre hospitalier Guillaume-Régnier à Rennes
- Saint-Grégoire
- Broussais à Saint-Malo
- Vitré
- Centre Hospitalier de Cancale
- Centre Hospitalier de Saint-Malo

### Morbihan
- Centre hospitalier Bretagne Sud à Lorient (CHBS)
- Centre hospitalier Bretagne Atlantique à Vannes (hôpital Prosper-Chubert) et Auray (hôpital Le Pratel)
- Centre hospitalier du Centre-Bretagne à Pontivy
- Le Riantec
- Alphonse Guérin à Ploërmel
- Port-Louis
- EPSM Saint-Avé (Santé Mentale)
- Charcot à Caudan (Santé Mentale)

## Centre-Val de Loire

### Cher
- Bourges
  - Centre hospitalier Jacques Cœur
  - Intercommunal George-Sand à Bourges, Dun-sur-Auron et Chezal-Benoît
- Saint-Amand-Montrond
- Vierzon

### Eure-et-Loir
- Henri-Ey à Bonneval
- Louis-Pasteur à Chartres
- Châteaudun : Centre Hospitalier de Châteaudun
- Victor-Jousselin à Dreux
- Nogent-le-Rotrou

### Indre
- Châteauroux
- La  Tour Blanche à Issoudun
- La Châtre
- Le Blanc

### Indre-et-Loire
- Intercommunal Amboise-Château-Renault
- Chinon
- Loches
- Luynes

### Loir-et-Cher
- Blois
- Romorantin-Lanthenay
- Saint-Aignan
- Vendôme

### Loiret
- Centre hospitalier de l'agglomération montargoise à Amilly
- Établissement public de santé mentale du Loiret Georges-Daumezon à Fleury-les-Aubrais
- Pierre-Dezarnaulds à Gien
- Pithiviers

## Corse
- Centre hospitalier Notre-Dame de la Miséricorde à Ajaccio
- Centre hospitalier de Bastia
- Centre hospitalier Antoine Benedetti de Sartène - Centru Uspidalieriu di Sartè
- Centre hospitalier départemental de Castelluccio à Ajaccio
- Centre hospitalier intercommunal Corte-Tattone : site sanitaire Santos Manfredi à Corte et site médico-social dans le hameau Tattone sur la commune de Vivario à 30 minutes en voiture de Corte
- Centre hospitalier Calvi-Balagne
- Centre hospitalier de Bonifacio

## Île-de-France

### Essonne
- Arpajon
- Centre hospitalier Sud Essonne fusion entre le CH d'Etampes et le CH de Dourdan
- Barthélémy Durand à Étampes
- Sud Francilien à Évry
- Groupe Hospitalier Nord Essonne regroupant les hôpitaux de Juvisy-sur-Orge, Longjumeau et Orsay.
- Ris-Orangis

### Hauts-de-Seine
- Les Abondances à Boulogne-Billancourt
- Erasme à Antony
- Fondation Roguet à Clichy
- CASH à Nanterre
- Courbevoie - Neuilly-sur-Seine à Neuilly-sur-Seine
- Puteaux
- Rueil-Malmaison
- Saint-Cloud

### Paris
- Institut Pasteur
- Institut Curie
- Quinze-Vingt
- Sainte-Anne

### Seine-et-Marne
- René Arbeltier à Coulommiers
- Fontainebleau
- Centre hospitalier de Marne-la-Vallée à Jossigny
- Saint-Faron à Meaux
- Marc Jacquet à Melun
- Montereau-Fault-Yonne
- Nemours
- Léon Binet à Provins

### Seine-Saint-Denis
- Robert Ballanger à Aulnay-sous-Bois
- Le Raincy
- Montfermeil
- André Grégoire à Montreuil
- Saint-Denis
- Jean Verdier à Bondy

### Val-de-Marne
- Chevilly-Larue
- Henri Mondor à Créteil
- Charles Foix à Ivry-sur-Seine
- Les Murets à La Queue-en-Brie
- Le Kremlin-Bicêtre
- Villeneuve-Saint-Georges

### Val-d'Oise
- Victor Dupouy à Argenteuil
- Jacques Fritschi à Beaumont-sur-Oise
- Gonesse
- Magny-en-Vexin
- Roger Prévôt à Moisselles
- René Dubos à Pontoise
- Simone Veil à Eaubonne Montmorency

### Yvelines
- Hôpital Pédiatrique et de Rééducation à Bullion
- François Quesnay à Mantes-la-Jolie
- Meulan-Les Mureaux
- Théophile Roussel à Montesson
- Hôpital gérontologique de Plaisir-Grignon (Plaisir)
- Jean-Martin Charcot à Plaisir
- Poissy-Saint-Germain-en-Laye
- Rambouillet
- Trappes-Hôpital privé de l'Ouest Parisien[56].
- Versailles (Le Chesnay)
- Le Vésinet

## Occitanie

### Ariège
- Ax-les-Thermes : Centre hospitalier Saint-Louis
- Lavelanet : Centre hospitalier du Pays d'Olmes
- Saint-Jean-de-Verges: Centre hospitalier intercommunal du val d'Ariège (Foix - Pamiers)
- Saint-Lizier : Centre hospitalier Ariège-Couserans (Saint-Girons)
- Tarascon-sur-Ariège : Centre hospitalier Jules Rousse

### Aude
- Carcassonne : Centre hospitalier de Carcassonne
- Castelnaudary : Centre hospitalier Jean-Pierre Cassabel
- Lézignan-Corbières : Centre hospitalier de Lézignan-Corbières
- Limoux : Centre hospitalier de Limoux
- Narbonne : Centre hospitalier de Narbonne
- Port-la-Nouvelle : Centre hospitalier Francis Vals
- Quillan : Centre hospitalier de Quillan

### Aveyron
- Decazeville : Centre hospitalier Pierre Delpech
- Espalion : Centre hospitalier Jean Solinhac
- Millau : Centre hospitalier de Millau
- Rodez : Groupe hospitalier de Rodez
- Saint-Affrique : Centre hospitalier Émile Borel
- Saint-Geniez-d'Olt-et-d'Aubrac : Centre hospitalier Étienne Rivié
- Salles-la-Source : Centre hospitalier du Vallon
- Sévérac-d'Aveyron : Centre hospitalier Maurice Fenaille
- Villefranche-de-Rouergue : Centre hospitalier La Chartreuse

### Gard
- Alès : Centre hospitalier Alès - Cévennes
- Bagnols-sur-Cèze : Centre hospitalier de Bagnols-sur-Cèze
- Fontanès : Centre hospitalier Le Mas Careiron
- Nîmes : Centre hospitalier universitaire de Nîmes
- Ponteils-et-Brésis : Centre hospitalier de Ponteils
- Uzès : Centre hospitalier d'Uzès
- Le Vigan : Centre hospitalier du Vigan

### Haute-Garonne
- Bagnères-de-Luchon : Centre hospitalier de Luchon
- Muret : Centre hospitalier de Muret
- Revel : Centre hospitalier de Revel
- Saint-Gaudens : Centre hospitalier Comminges - Pyrénées
- Toulouse : Centre hospitalier universitaire de Toulouse : sites de Purpan, Rangueil, Larrey, Paule de Viguier, Hôpital des Enfants, La Grave, Casselardit, Hôtel-Dieu Saint-Jacques, La Fontaine Salée (Salies-du-Salat)
- Toulouse : Centre hospitalier Gérard-Marchant
- Toulouse : Centre hospitalier Joseph-Ducuing

### Gers
- Auch : Centre hospitalier d'Auch
- Condom : Centre hospitalier de Condom
- Lombez : Centre hospitalier de Lombez
- Mirande : Centre hospitalier Saint-Jacques

### Hérault
- Agde : Centre hospitalier du Bassin de Thau (Hôpital Saint-Loup)
- Bédarieux : Centre hospitalier de Bédarieux
- Béziers : Centre hospitalier de Béziers
- Clermont-l'Hérault : Centre hospitalier de Clermont-l'Hérault
- Lamalou-les-Bains : Centre hospitalier Paul Coste-Floret
- Lodève : Centre hospitalier de Lodève
- Montpellier : Centre hospitalier universitaire de Montpellier
- Saint-Pons-de-Thomières : Centre hospitalier de Saint-Pons-de-Thomières
- Sète : Centre hospitalier du Bassin de Thau (Hôpital Saint-Clair)

### Lot
- Cahors : Centre hospitalier de Cahors
- Figeac : Centre hospitalier de Figeac
- Gourdon : Centre hospitalier Jean Coulon
- Saint-Céré : Centre hospitalier Saint-Jacques

### Lozère
- Florac-Trois-Rivières : Centre hospitalier Théophile Roussel
- Marvejols : Centre hospitalier Saint-Jacques
- Mende : Centre hospitalier de Mende
- Saint-Alban-sur-Limagnole : Centre hospitalier François-Tosquelles

### Hautes-Pyrénées

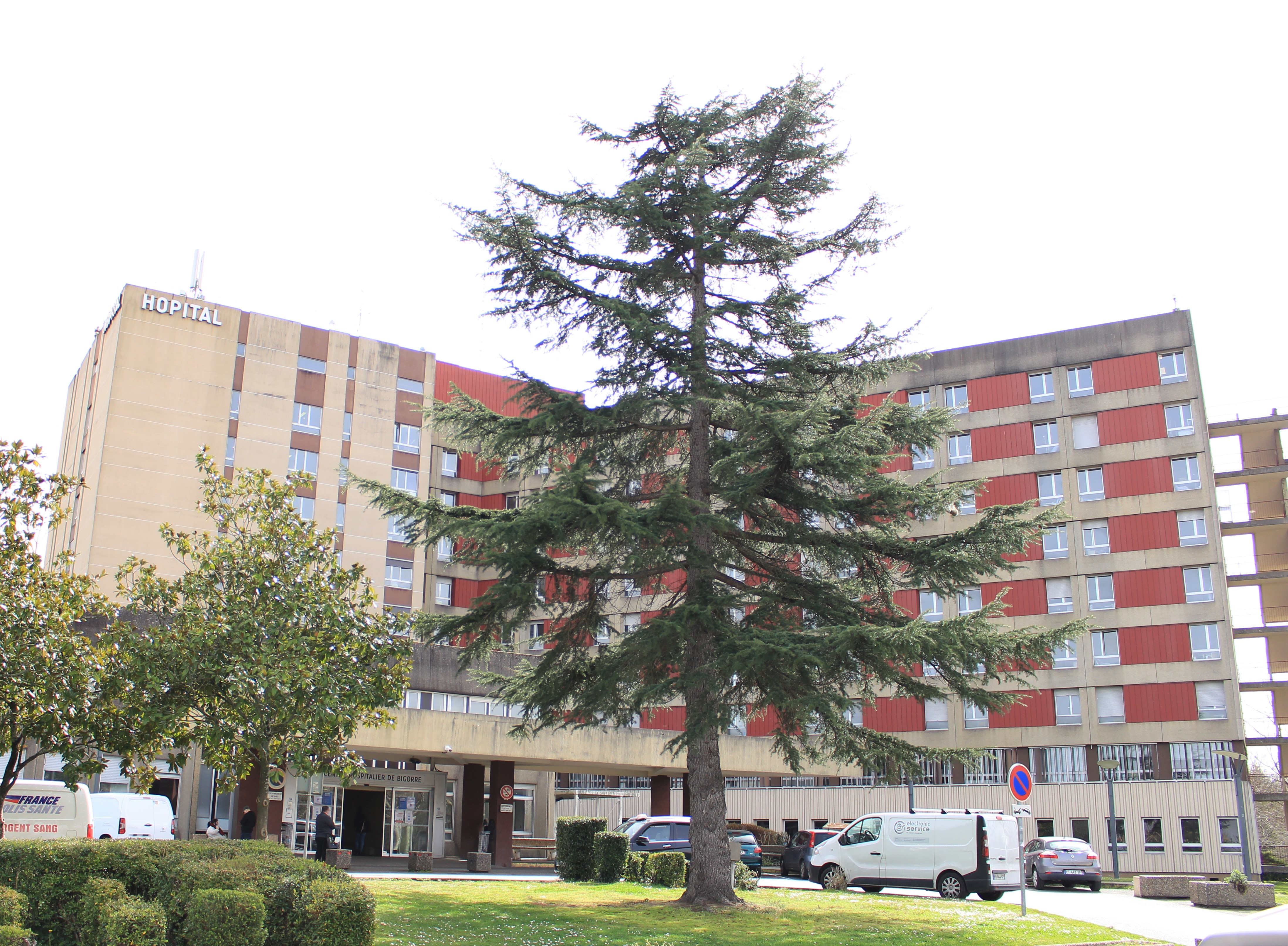
Le Centre Hospitalier de La Gespe à Tarbes.

- Astugue : Centre hospitalier Le Montaigu
- Bagnères-de-Bigorre : Centre hospitalier de Bagnères-de-Bigorre
- Lannemezan : Centre hospitalier de Lannemezan
- Lourdes : Centre hospitalier de Lourdes
- Tarbes : Centre hospitalier de Bigorre (sites de La Gespe et de l'Ayguerote)
- Vic-en-Bigorre : Centre hospitalier de Bigorre (site de Vic-en-Bigorre)

### Pyrénées-Orientales
- Perpignan : Centre hospitalier de Perpignan
- Prades : Centre hospitalier de Prades
- Thuir : Centre hospitalier Léon-Jean Grégory

### Tarn
- Albi : Centre hospitalier d'Albi
- Castres - Mazamet : Centre hospitalier Intercommunal de Castres - Mazamet
- Gaillac : Centre hospitalier de Gaillac
- Lavaur : Centre hospitalier de Lavaur

### Tarn-et-Garonne
- Castelsarrasin - Moissac : Centre hospitalier Intercommunal de Castelsarrasin - Moissac
- Montauban : Centre hospitalier de Montauban
- Valence : Centre hospitalier des Deux Rives

## Hauts-de-France

### Nord
- Armentières
- Avesnes-sur-Helpe : Centre hospitalier du Pays d'Avesnes
- Bailleul
- Cambrai
- Denain
- Douai, Centre hospitalier de Douai
- Dunkerque
- Fourmies
- Haubourdin : Centre hospitalier Jean de Luxembourg
- Hazebrouck
- Le Cateau-Cambrésis
- Le Quesnoy
- Lille
- Loos
- Maubeuge : Centre hospitalier de Sambre-Avesnois
- Roubaix
- Saint-Amand-les-Eaux
- Seclin
- Somain
- Tourcoing : Centre hospitalier Gustave Dron
- Valenciennes
- Wasquehal : Centre hospitalier intercommunal
- Wattrelos

### Pas-de-Calais
- Aire-sur-la-Lys : Centre hospitalier - 310 lits.
- Arras : Centre hospitalier - 1 566 lits.
- Bapaume : Centre hospitalier - 259 lits.
- Béthune : Centre hospitalier - 647 lits.
- Boulogne-sur-Mer : Centre hospitalier - 1 125 lits.
- Calais : Centre hospitalier - 847 lits.
- Carvin : Centre hospitalier - 225 lits.
- Hénin-Beaumont : Centre hospitalier Adolphe Charlon - 275 lits.
- Hesdin : Centre hospitalier - 265 lits.
- Lens : Centre hospitalier Dr Schaffner - 1 357 lits.
- Montreuil-sur-Mer : Centre hospitalier de l'Arrondissement de Montreuil, réparti sur cinq sites (Berck, Campagne-lès-Hesdin, Étaples, Montreuil) avec site principal à Rang-du-Fliers - 958 lits.
- Saint-Omer : Centre hospitalier de la région de Saint-Omer à Helfaut - 673 lits.
- Saint-Pol-sur-Ternoise : Centre hospitalier du Ternois - 488 lits.

### Aisne
- Château-Thierry
- Chauny
- Guise
- Brisset à Hirson
- La Fère
- Laon
- Le Nouvion-en-Thiérache
- Soissons
- Saint-Quentin

### Oise
- Beauvais
- Bertinot-Juel à Chaumont-en-Vexin
- Clermont-de-l'Oise
- Compiègne
- Laennec à Creil
- Fitz-James
- Noyon
- Georges Decroze à Pont-Sainte-Maxence
- Senlis

### Somme
- Abbeville
- Albert
- Centre Hospitalier Universitaire d'Amiens
- Corbie
- Doullens
- Ham
- Montdidier
- Péronne

## Normandie

### Calvados
- Caen :
  - Saint-Martin
  - Miséricorde
- Aunay-sur-Odon
- Équemauville
- Falaise
- Lisieux : Centre hospitalier Robert Bisson
- Pont-l'Évêque
- Trouville-sur-Mer
- Vire

### Manche
- Cherbourg-Octeville :
  - Centre hospitalier public du Cotentin (Centre Hospitalier départemental)
  - Polyclinique
- Avranches Centre hospitalier d'Avranches-Granville
- Granville Centre hospitalier d'Avranches-Granville
- Coutances
- Pontorson
- Saint-Hilaire-du-Harcouët
- Saint-Lô : Centre hospitalier mémorial France - États-Unis
- Valognes : antenne du Centre hospitalier public du Cotentin

### Orne
- L'Aigle
- Alençon
- Argentan
- Intercommunal Domfront-La Ferté-Macé
- Jacques Monod à Flers
- Marguerite de Lorraine à Mortagne-au-Perche

### Eure
- Évreux
  - De Navarre à Évreux
  - Intercommunal Évreux-Vernon
- Bernay
- Gisors
- La Risle à Pont-Audemer
- Verneuil-sur-Avre
- Intercommunal Louviers/Val de Reuil

### Seine-Maritime
- Durécu-Lavoisier à Darnétal
- Dieppe
- Intercommunal Elbeuf
- Eu
- Intercommunal Fécamp
- Jean-Ferdinand Desaint-Jean au Havre
- Docteur Rosenberg à Lillebonne
- Mont-Saint-Aignan
- Fernand Langlois à Neufchâtel-en-Bray
- Centre hospitalier du Bois Petit à Sotteville-lès-Rouen

## Pays de la Loire

### Loire-Atlantique
- Francis Robert à Ancenis-Saint-Géréon
- Blain
- Carquefou
- Châteaubriant
- Le Loroux-Bottereau
- Machecoul
- Montbert
- Nantes
- Saint-Nazaire

### Maine-et-Loire
- Angers
- Cholet
- Saumur
- Segré

### Mayenne
- Laval
- Mayenne
- Château-Gontier

### Sarthe
- Allonnes
- Château-du-Loir
- La Ferté-Bernard
- Pôle Santé Sarthe et Loir au Bailleul, entre La Flèche et Sablé-sur-Sarthe
- Le Mans
- Mamers
- Saint-Calais

### Vendée
- Challans
- Fontenay-le-Comte
- CHD à La Roche-sur-Yon
- Georges-Mazurelle à La Roche-sur-Yon (spécialisé en psychiatrie)
- Les Sables-d'Olonne
- Luçon (antenne du CHD)
- Georges-Clemenceau à Montaigu (antenne du CHD)

## Provence-Alpes-Côte d'Azur

### Alpes-de-Haute-Provence
- Digne-les-Bains
- Manosque
- Élie Fauque à Sisteron
- Forcalquier (hôpital Saint-Michel)

### Alpes-Maritimes
- Antibes
- Cannes
- Grasse
- Menton
- Centre hospitalier universitaire de Nice
- Jean Chanton à Roquebillière

### Bouches-du-Rhône
- Centre hospitalier intercommunal Aix-Pertuis
- Hôpital Montperrin à Aix-en-Provence  (établissement de santé mentale)
- Allauch
- Joseph Imbert à Arles
- Edmond Garcin à Aubagne
- La Ciotat
- Hopital Édouard Toulouse à Marseille(établissement de santé mentale) ,
- Valvert à Marseille
- Martigues
- Salon-de-Provence

### Hautes-Alpes
- Briançon
- Embrun
- Gap

### Var
- Jean Marcel à Brignoles
- Centre hospitalier de la Dracénie à Draguignan
- Centre hospitalier intercommunal Fréjus-Saint-Raphaël
- Centre hospitalier au sein du pôle de Santé du golfe de Saint-Tropez à Gassin
- Hôpital San Salvadour à Hyères
- Hôpital Renée-Sabran à Hyères
- Henri Guérin à Pierrefeu-du-Var
- Centre hospitalier intercommunal Toulon-La Seyne-sur-Mer : Hopital Sainte-Musse (Toulon), Hopital George Sand (la Seyne sur Mer), Hopital Georges Clémenceau (la Garde)

### Vaucluse
- Apt
- Avignon
- Carpentras
- Intercommunal de Cavaillon-Lauris
- Louis Giorgi à Orange
- centre hospitalier de Montfavet, à Avignon (établissement de santé mentale)
- Pertuis
- Vaison-la-Romaine
- Valréas

## DOM

### Mayotte
Centre hospitalier de Mayotte

### Guadeloupe
- Centre hospitalier universitaire de Pointe-à-Pitre
- Centre hospitalier de Basse-Terre
- Centre hospitalier de Capesterre-Belle-Eau
- Centre hospitalier de Sainte-Marie Marie-Galante

### Guyane
- Centre hospitalier Andrée-Rosemon
- Centre hospitalier de Kourou
- Centre hospitalier de l'Ouest Guyanais

### Martinique
- Centre hospitalier universitaire de Martinique

### Réunion
- Centre hospitalier Félix-Guyon
- Centre hospitalier Sud Réunion